# 숫자송
《숫자쏭》(숫자송)은 2003년 NHN의 팬미팅 블로그 서비스 엔토이에서 유래한 플래시 애니메이션 뮤직비디오이다. 엔토이의 다른 노래와 더불어 동요풍으로 된 이 노래는 숫자를 각운으로 띄어 1(일)부터 10(십)까지 십행시로 사랑을 고백하는 가사였다.
《숫자쏭》은 당근송을 작곡 작사한 경력이 있는 조재윤, 김희빈을 스카우트해 제작하였고, 엔토이의 오픈과 함께 공개되어 큰 호응을 얻었다. 2003년 당시 이와 비슷한 동요풍의 플래시 뮤비였던 '엽기송' 열풍에 힘입어 휴대전화 벨소리와 통화연결음으로까지 사용되는 등 큰 인기몰이를 했다.
가사 중에 "60억 지구에서 널 만난 건 7 Lucky야" 라는 가사가 있는데, 이는 2000년대 당시 세계 인구가 60억에 달했을 시점이기 때문이었으며 2020년대 기준으로 80억으로 바뀌었기 때문에 더 이상 십행시가 성립되지 않는다.

## 같이 보기
- 엽기송
- 엔토이
- 이합체시

## 참고 링크
- 숫자송 듣기 - 엔토이 홈페이지 (2004년 8월 1일), 웹 아카이브.